# Red (группа)
Red (также известная, как R3D или RED) — американская рок-группа из города Нашвилл штата Теннесси. Исполняет песни в таких стилях музыки, как христианский рок, альтернативный рок, ню-метал и пост-гранж. Была образована в 2002 году вокалистом Майклом Барнсом, гитаристом Рэнди Армстронгом и басистом Энтони Армстронгом. В первый состав группы также входили барабанщик Эндрю Хендрикс и гитарист Джейсен Рау. С 2014 года состав группы включает основное трио Барнса и братьев Армстронгов с сессионным барабанщиком Дэном Джонсоном.
На данный момент группа выпустила восемь студийных альбомов: End of Silence, Innocence & Instinct, Until We Have Faces, Release the Panic, of Beauty and Rage, Gone, Declaration и Rated R. Первые два альбома группы были номинированы на премию Грэмми в номинации «Лучший рок-госпел альбом (Best Rock Gospel Album)».

## История группы
Рок-группа Red начинала свой путь в Пенсильвании, перепевая известные христианские гимны. По словам Джейсена Рау, название группы является сокращением от слова Redemption (англ. Искупление).
6 июня 2006 года группа выпустила свой первый альбом End of Silence. Уже на своей дебютной работе группа продемонстрировала прекрасный уровень исполнения: музыкального (особенно впечатлили гитары) и вокального. Песня «Breathe Into Me» сразу стала хитом, и, вместе с «Already Over» и другими потрясающими синглами, сделала Red одной из самых успешных христианских групп 2006 года, а альбом был номинирован на Грэмми.
По словам ведущего вокалиста группы Майкла Барнса, основными темами творчества Red являются страсть, боль и искупление. Песни End of Silence рисуют картину чудесного освобождения из бездны страха и отчаяния. Музыка коллектива представляет собой смесь гитарных рифов и электронного бита, за что их часто сравнивают с Linkin Park. Но такое сравнение не очень уместно, поскольку у Red отсутствуют какие-либо элементы хип-хопа.
С момента выхода альбома группа уже успела отыграть концерты вместе с Flyleaf, Buckcherry, Sevendust, Otep, Saliva, Papa Roach, Theory of a Deadman, Kutless, Disciple и другими.
27 ноября 2007 года автобус группы попал в ужасную аварию, в результате которой сильно пострадал Хайден Лэмб и повреждена техника.
В конце октября Red показали миру песню «Fight Inside», которая вскоре поставила рекорд по времени пребывания на вершине христианского чарта Америки.
10 февраля вышел второй альбом Innocence & Instinct. Вот что о нём говорят музыканты: «Наш новый альбом посвящён изучению борьбы между светом и тьмой внутри каждого из нас — между свободой и теми инстинктами, которые заставляют нас делать то, что нам совсем не хочется делать. И это война длиною в жизнь»
По приблизительным оценкам за первую неделю было продано около 40 000 дисков Innocence & Instinct, что позволило новому альбому занять первые места практически во всех чартах мира. Весной ребята отправились в совместный тур с группами Trapt и Since October.
1 февраля 2011 года вышел альбом Until We Have Faces, который, как и два предыдущих, оказался очень успешным.
17 сентября 2012 года Red опубликовали в YouTube видео, в котором говорится, что новый альбом выйдет 5 февраля 2013 года. Сайт Jesusfreakhideout.com опубликовал, что новый альбом называется Release the Panic, и подтвердил дату выпуска — 5 февраля 2013 год. Релиз первой песни «Release the Panic» состоялся 9 ноября 2012 г. 27 ноября 2012 года в интернете появился новый сингл «Perfect Life» с грядущего альбома. 29 ноября группа опубликовала обложку нового альбома. 20 декабря стала доступна для прослушивания новая песня с альбома «Hold Me Now». 4 февраля в интернете появился клип на песню «Release the Panic». 23 февраля 2013 официально вышел клип на сингл «Perfect Life». За первую неделю было продано около 41 000 дисков Release the Panic.
28 ноября 2014 года группа объявила, что выпустит новый альбом Of Beauty and Rage 24 февраля 2015 года. Продюсером альбома стал Роб Грейвс, ранее работавший над первыми тремя дисками Red. Ещё в январе этого года во время акустического выступления ансамбль заявил, что после тура направится в студию для работы над новым лонгплеем.

## Формирование и подписание контракта с Essential (2002-2004)
Red были образованы братьями-близнецами, гитаристом Энтони и басистом Рэнди Армстронгом, а также ведущим вокалистом и пианистом Майклом Барнсом. Все трое выросли в Лайнсвилле, штат Пенсильвания, где Барнс впервые встретил Армстронгов в начальной школе и остались друзьями. Они получили вдохновение для продолжения музыкальной карьеры после того, как посетили фестивали, в том числе христианский фестиваль творения и захотели выступать на сцене. Они стали участниками Ascension, их ранние концерты проходили в молодежных центрах вокруг Эри, штат Пенсильвания, где они исполняли каверы на современную христианскую музыку, прежде чем они обратились к хард-року. После того, как все трое закончили свое образование, они переехали в Нэшвилл, штат Теннесси, в феврале 2002 года после того, как гитарист Audio Adrenaline Барри Блэр услышал их музыку онлайн и пригласил их записаться. Все трое работали поденно: Барнс медбратом в отделении неотложной помощи, а Армстронги в торговом центре, а в свободное время формировали свой собственный музыкальный стиль, на который повлияли Linkin Park, Sevendust и Chevelle, поскольку им нравилась эмоциональная музыка этих групп. Первый состав Red был сформирован в 2004 году после добавления барабанщика Эндрю Хендрикса и гитариста Ясена Рауха. Рэнди сказал, что они хотели бы, чтобы название группы было "коротким, осмысленным и легко запоминающимся", и потратили два года на поиск групп с похожим названием и закрепили торговую марку с надписью "Red".
Определившись с составом, Red вступили в давнее сотрудничество с продюсером, автором песен и музыкантом Робом Грейвсом. После они записали четыре демо в гараже и детской, которые демонстрировали их стиль альтернативы, харда и христианского рока. Раух, который работал стажером в той же студии в Нэшвилле, что и Грейвс, и предоставлял им бесплатное оборудование, пригласил Грейвса послушать их музыку, чтобы высказать свое мнение. Грейвс вспоминал: "Это было действительно грубо, разнообразно, но я услышал, что в этом что то есть ... Я сказал им, что это действительно хорошо, у этого есть потенциал". Грейвс взял их под свое крыло и оплатил студийное время и производство их первых демо в Paragon Studios, которое длилось два года. Затем Грейвс подписал контракт на разработку Red со своей независимой продюсерской компанией Six Feet Over, что привело к заключению контракта на запись с лейблом Provident Group, который затем передал их своему христианскому лейблу Essential Records после того, как им понравилось их демо. Essential дала Red зеленый свет на выпуск полноформатного альбома. Говоря об их христианском влиянии, Барнс сказал: "Мы христиане в группе, но если люди чувствуют себя более комфортно и говорят, что мы христианская группа, мы не должны уклоняться от этого". Хендрикс расстался с Red еще до начала записи; его заменил барабанщик Хейден Лэмб.

## Участники
- Майкл Барнс (Michael Barnes) — вокал, клавишные, пианино (2004—н. в.)
- Энтони Армстронг (Anthony Armstrong) — гитара, бэк-вокал (2004—н. в.)
- Рэнди Армстронг (Randy Armstrong) — бас-гитара, клавишные, пианино, бэк-вокал (2004—н. в.)

Участники туров
Бывшие участники
- Эндрю Хендрикс (Andrew Hendrix) — ударные, перкуссия (2004—2006)
- Хайден Лэмб (Hayden Lamb) — ударные, перкуссия (2006—2008)
- Джейсен Рау (Jasen Rauch) — гитара (2004—2009)
- Джо Рикард (Joe Rickard) — ударные, перкуссия (2009—2014)
- Дэн Джонсон (Dan Johnson) — ударные, перкуссия (с 2014 года-2021 год)

## Дискография

### Студийные альбомы
| Год  | Альбом               | Лейбл                                       | Чарты            | Чарты     |
| Год  | Альбом               | Лейбл                                       | US Billboard 200 | US Christ |
| ---- | -------------------- | ------------------------------------------- | ---------------- | --------- |
| 2006 | End of Silence       | Essential Records                           | 194              | 7         |
| 2009 | Innocence & Instinct | Sony BMG                                    | 15               | 1         |
| 2011 | Until We Have Faces  | Sony Music Entertainment, Essential Records | 2                | 1         |
| 2013 | Release The Panic    | Sony Music Entertainment, Essential Records | 7                | 1         |
| 2015 | Of Beauty and Rage   | Sony Music Entertainment, Essential Records | 14               | 1         |
| 2017 | Gone                 | Sony Music Entertainment, Essential Records | 38               | 1         |
| 2020 | Declaration          | red entertainment/the fuel music            | 61               | 2         |

### Мини-альбомы
| Год  | Альбом                                                                                   |
| ---- | ---------------------------------------------------------------------------------------- |
| 2007 | Breathe Into Me - Релиз: 22 мая 2007 - Лейбл: Essential                                  |
| 2007 | Connect Sets - Релиз: 18 декабря 2007 - Label: Essential, Sony Connect                   |
| 2011 | Not Alone (Performance Tracks) - Релиз: 8 апреля 2011 - Лейбл: Provident                 |
| 2014 | Release The Panic: Recalibrated - Релиз: 29 апреля 2014 - Label: Essential, Sony Connect |